# Fort Christiansvaern
Le fort Christiansvaern est un fort colonial danois de style français situé à Christiansted aux Îles Vierges des États-Unis. Ce fort, le mieux préservé des cinq derniers forts construits par les Danois dans les Îles Vierges des États-Unis et l'un des forts coloniaux les mieux conservés des Caraïbes, est situé sur une colline surplombant le port de la ville. C'est un merveilleux exemple de l'architecture militaire coloniale danoise.

## Historique

### Construction
En avril 1736, la Compagnie danoise des Indes occidentales et de Guinée envoya 33 esclaves africains à la plantation La Grande Princesse pour participer à la culture et à la récolte de la canne à sucre. Certains sont revenus à Christiansted et, en compagnie de soldats danois, et ont construit le fort situé sur l'emplacement d'une ancienne fortification française, le fort Saint-Jean. La construction a débuté en 1738 et était en grande partie achevée en 1749, mais partiellement reconstruit en 1771 à la suite des ravages d'un ouragan. L'Entrepôt de la Compagnie danoise des Indes occidentales et de Guinée était probablement présent dès 1733, car la partie centrale de l'édifice est ornée d'un pignon de la Renaissance néerlandaise. Les derniers ajouts majeurs ont été effectués entre 1835 et 1841. Dans les années 1830, une cour d'écurie fut ajoutée à l'est du fort et une cour de prison à l'ouest. Il a servi de point focal à la présence et au contrôle danois sur l'île.
Protégeant l'entrée nord du port de Christiansted, il permettait de faciliter la navigation en luttant contre les attaques potentielles d’envahisseurs étrangers, de corsaires et de pirates, imposait la perception de taxes sur les importations et les exportations, faisait office de prison et cantonnait les troupes danoises principalement responsables de la sécurité intérieure sur l’île de Sainte-Croix. Bien qu'étant un fort de défense et que des soldats danois y aient été cantonnés jusqu'en 1878, ses canons n'ont jamais connu la guerre.
À la fin du XIXe siècle, le fort servit de commissariat de police et de palais de justice.

### Expositions
Actuellement, le fort est la principale attraction du parc et présente des expositions sur l’histoire de Christiansted et la vie sur l'île de Sainte-Croix. Il est possible de visiter des chambres meublées et une cuisine montant le style d'hébergement des troupes danoises, les cellules, un arsenal contenant des armes légères et des munitions de l'époque coloniale.

## Architecture
Le fort est constitué de briques jaunes et de maçonnerie danoises importées sous forme de ballast dans les cales de voiliers. La structure est une citadelle à quatre pointes entourant une cour centrale. Sa couleur jaune pastel est typique du style colonial danois de l'époque.